# Wasserachterbahn

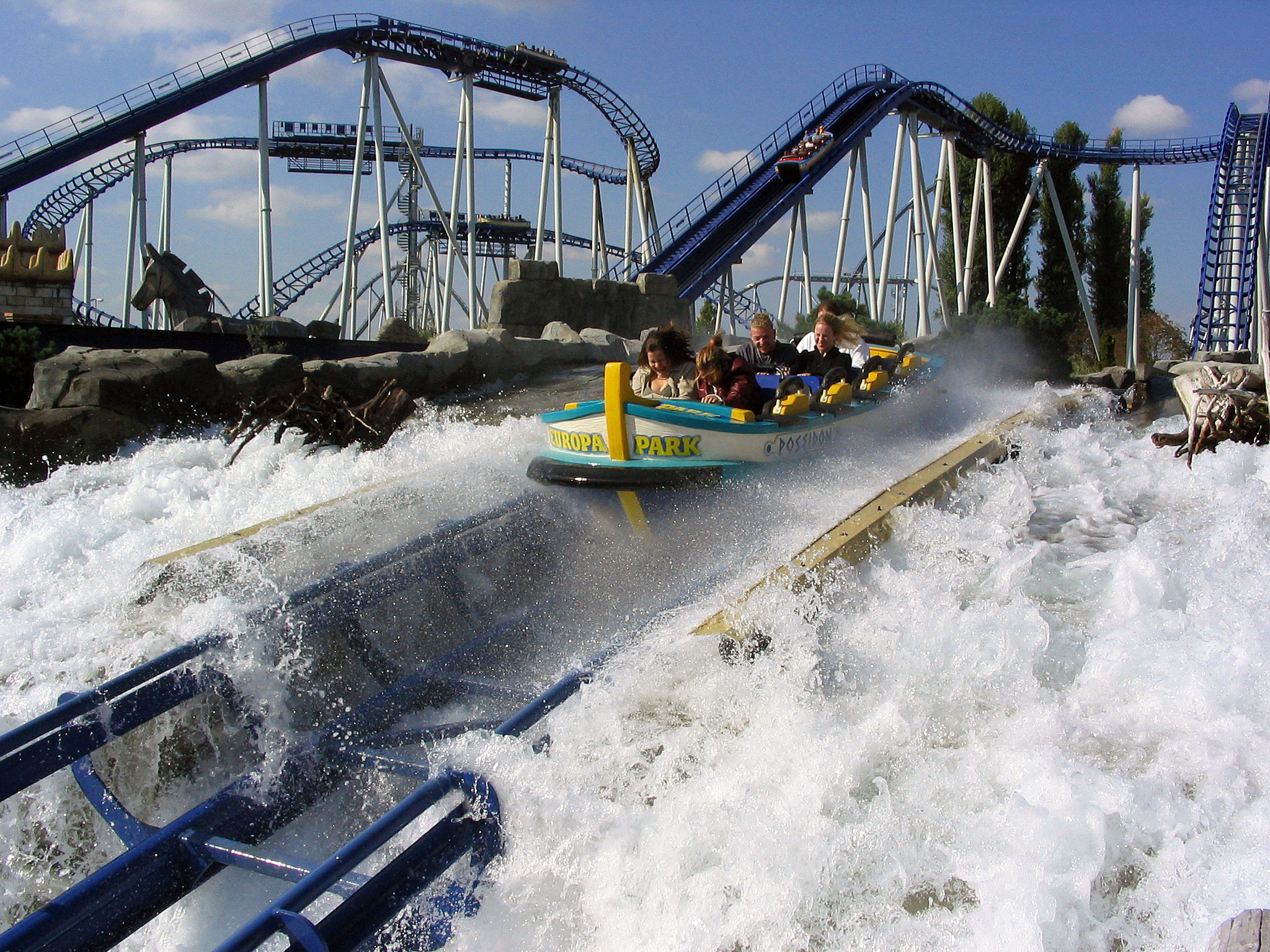
Wasserachterbahn Poseidon im Europa-Park

Eine Wasserachterbahn ist ein Fahrgeschäft, das sowohl die Eigenschaften einer Achterbahn als auch eines Wasserfahrgeschäftes aufweist. Die meisten Anlagen verfügen außerhalb des Wassers über achterbahnartige Streckenelemente und ruhigere Passagen, in denen die Boote ähnlich einer Wildwasserbahn durch den Reibungswiderstand des fließenden Wassers befördert werden. Den Booten wird meist mithilfe von Ketten- oder Vertikalliften potentielle Energie zugeführt, die sie dann auf Achterbahnschienen in kinetische Energie umsetzten und anschließend in Wasser eintauchen. Im Gegensatz zu Wildwasserbahnen zeichnet sich die Streckenführung einer Wasserachterbahn durch geschwungene und geneigte Schienen aus.

## Entstehung
Ist die Bedingung erfüllt, dass der Wagen die Schiene nicht verlassen muss (siehe Mack Rides) so ist die erste Stahlachterbahn der Welt auch eine der ersten Wasserachterbahnen der Welt, denn die Matterhorn Bobsleds im Disneyland Anaheim haben je am Ende der Fahrt eine kurze Wasserung, in der die Boote in ein Becken eintauchen und wieder hinausfahren.
Noch früher war Mountain Torrent auf Coney Island zu finden, dessen Struktur aus Holz bestand, allerdings trotzdem einen Achterbahn- sowie einen Wasserteil beinhaltete.

## Mack Rides
Im Gegensatz zu den früheren Entwicklungen fahren die acht Personen fassenden Boote außerhalb der Achterbahnschienen nur auf dem Wasser und greifen auf dem Lift wieder in das Schienenprofil ein. Mack Rides gilt als der führende Hersteller für moderne Wasserachterbahnen.
| Name                  | Modell           | Park                                | Land                         | Öffnungsjahr  |
| --------------------- | ---------------- | ----------------------------------- | ---------------------------- | ------------- |
| Journey to Atlantis   | Wasserachterbahn | SeaWorld Orlando                    | Vereinigte Staaten           | 1998          |
| Poseidon              | Wasserachterbahn | Europa-Park                         | Deutschland                  | 2000          |
| SuperSplash           | SuperSplash      | TusenFryd                           | Norwegen                     | 2003          |
| Journey to Atlantis   | Wasserachterbahn | SeaWorld San Diego                  | Vereinigte Staaten           | 2004          |
| Atlantica SuperSplash | SuperSplash      | Europa-Park                         | Deutschland                  | 2005          |
| SuperSplash           | SuperSplash      | Plopsaland Belgium                  | Belgien                      | 2006          |
| Montanha Russa        | Wasserachterbahn | Aquashow Family Park                | Portugal                     | 2006          |
| Journey to Atlantis   | SuperSplash      | SeaWorld San Antonio                | Vereinigte Staaten           | 2007          |
| Caribbean Splash      | SuperSplash      | Formosan Aboriginal Culture Village | Volksrepublik China (Taiwan) | 2008          |
| Skatteøen             | Wasserachterbahn | Djurs Sommerland                    | Dänemark                     | 2011          |
| Walrus Splash         | SuperSplash      | Chime-Long Ocean Kingdom            | Volksrepublik China          | 2013          |
| Storm Coaster         | Wasserachterbahn | Sea World                           | Australien                   | 2013          |
| Polar Explorer        | Wasserachterbahn | Chime-Long Ocean Kingdom            | Volksrepublik China          | 2014          |
| Kraken’s Revenge      | Wasserachterbahn | Desaru Coast Adventure Waterpark    | Malaysia                     | 2018          |
| Krampus Expédition    | Wasserachterbahn | Nigloland                           | Frankreich                   | 2021          |
| Fjord Explorer        | Wasserachterbahn | Le PAL                              | Frankreich                   | 2024          |
| Saw Mill Falls        | Wasserachterbahn | Six Flags Qiddiya City              | Saudi-Arabien                | 2025 (im Bau) |
| Unbekannt             | Wasserachterbahn | Freizeitpark Plohn                  | Deutschland                  | 2026 (im Bau) |

Dudley Doo Right's Ripsaw Falls in den Universal Studios in Orlando ist eine herkömmliche Wildwasserbahn, befindet sich jedoch auf Grund des Camelbacks (Achterbahnhügel) und den Schoßbügeln in der Grauzone zwischen Wildwasserbahn und Wasserachterbahn.
Eine andere Variante der Wasserachterbahn ist der Supersplash, der typischerweise eine Rückwärtsfahrt und eine finale Wasserung beinhaltet und somit zu den Water-Coastern gezählt werden kann.
Mit dem PowerSplash genannten Achterbahnmodell bietet der Hersteller erstmals eine Wasserachterbahn an, die nicht über einen Lifthill verfügt, sondern die Wagen mittels Linearmotoren (LSM) beschleunigt. Es ist somit das erste Wasserachterbahnmodell, das zur Kategorie der Launched Coaster zählt. Die erste Auslieferung ging mit Pulsar an der belgischen Freizeitpark Walibi Belgium.

## Andere Varianten

### KumbaK

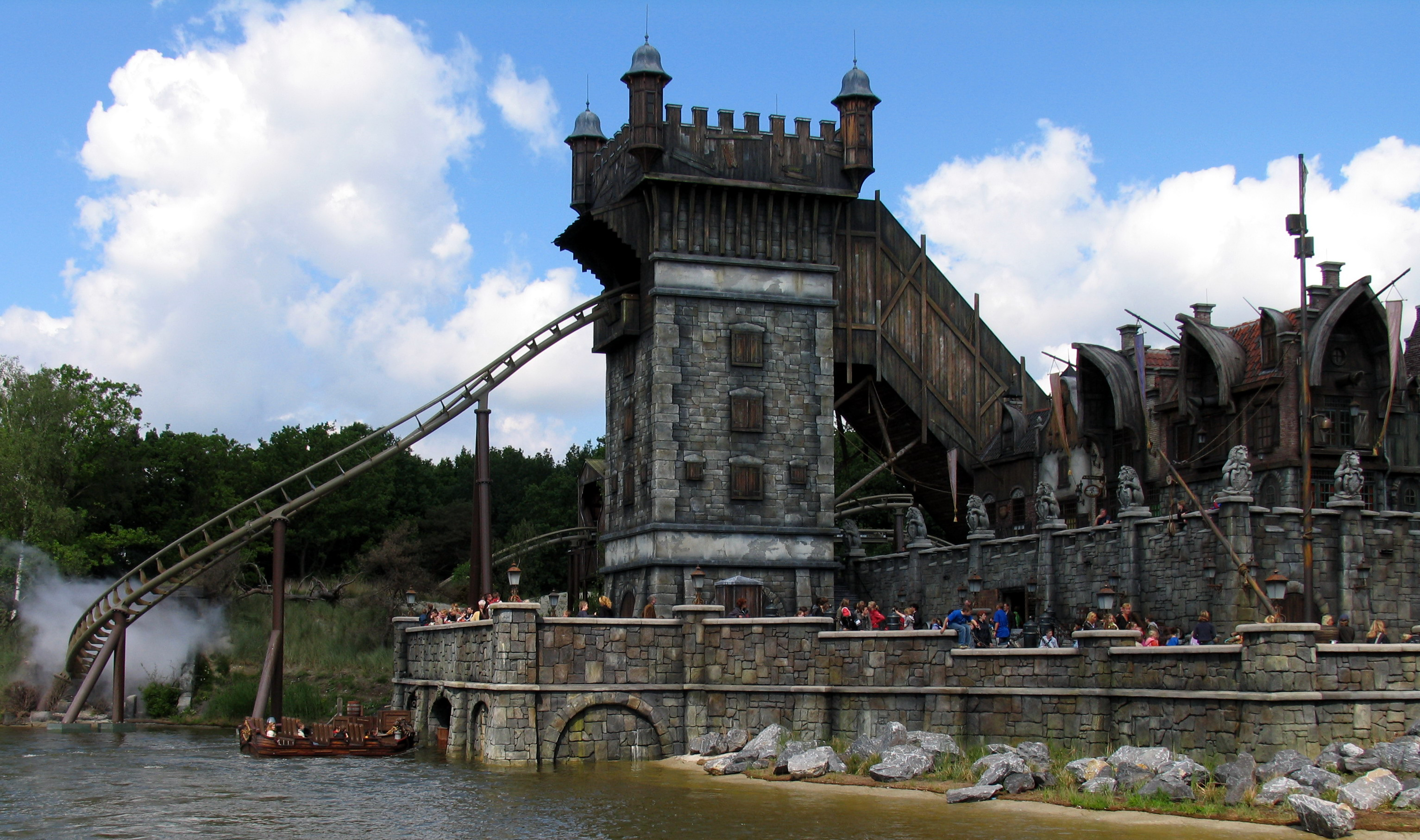
De vliegende Hollander - Kumbak

Der niederländische Hersteller KumbaK entwickelte 2006 die Wasserachterbahn De Vliegende Hollander für den niederländischen Freizeitpark Efteling. Der Hersteller griff auf das gleiche System wie auch Disney zurück und die Boote fahren zu jedem Zeitpunkt auf der Schiene. Nach der finalen Wasserung wird das Boot durch eine Kette, die unter dem Wasser greift, auf dem See wieder in die Station befördert.
Die 22 m hohe Bahn konnte nicht pünktlich eröffnet werden und kostete 20 statt der veranschlagten 10 Mio. Euro.

### Premier Rides
Der amerikanische Hersteller Premier Rides konnte zwei seiner Liquid Coaster verkaufen, wobei heute nur noch einer in Betrieb ist. Der Prototyp wurde nach Silver Dollar City geliefert. PowderKeg wurde von S&S 2005 allerdings zu einem Launched Coaster umgebaut und erinnert heute in keiner Weise mehr an eine Wildwasserbahn.
Die zweite Version namens Vonkaputous eröffnete 2001 in Linnanmäki, einem finnischen Freizeitpark. Genau wie bei KumbaK und Disney setzte Premier Rides auch hier auf einen durchgehend auf Schienen geführtem Parcours. Bei Vonkaputous war außerdem die italienische Firma L&T Rides an der Herstellung beteiligt.

### Intamin
Die erste Wasserachterbahn von Intamin wurde in der Holiday World eröffnet. Pilgrim’s Plunge hat nur eine große Abfahrt, die allerdings auf Achterbahnschienen erfolgt. Der Wagen kann wie bei Mack Rides frei im Wasserkanal fahren.
Die zweite Auslieferung Divertical fand 2011 in Mirabilandia ihren Platz, im Gegensatz zu Pilgrim’s Plunge folgt nach dem ersten Splash ein weiterer Parcours mit Kurven und einer Blockbremse. Divertical ist die höchste Wasserachterbahn der Welt.
Nicht direkt als Wasserachterbahn wird Intamin’s Aquatrax gezählt, so tauchen die Wagen zu keinem Zeitpunkt ins Wasser. Trotzdem ist Wasser für diesen Fahrgeschäftstyp grundlegend. Die Fahrgäste können zum Beispiel durch Wasserdüsen nass gespritzt werden. Die einzige Auslieferung von Aquatrax ging mit Atlantis Adventure an den südkoreanischen Freizeitpark Lotte World.
| Name               | Modell        | Park                       | Land                | Öffnungsjahr |
| ------------------ | ------------- | -------------------------- | ------------------- | ------------ |
| Atlantis Adventure | AquaTrax      | Lotte World                | Südkorea            | 2003         |
| Divertical         | Water Coaster | Mirabilandia               | Italien             | 2012         |
| Hydro Racer        | Water Coaster | Xishuangbanna Sunac Land   | Volksrepublik China | 2015         |
| Speed              | Water Coaster | Energylandia               | Polen               | 2018         |
| Typhoon Coaster    | Water Coaster | Land of Legends Theme Park | Türkei              | 2016         |